# Un Mundo Joven
Un Mundo Joven (nombre original en  inglés: One Young World) es una organización sin ánimo de lucro fundada en el 2010 por dos empresarios y con sede en Londres, Reino Unido que reúne a jóvenes líderes de todo el mundo para desarrollar soluciones a los problemas más apremiantes de la sociedad. Un Mundo Joven organiza cumbres anuales en diferentes ciudades donde los delegados de organizaciones benéficas, organizaciones no gubernamentales, corporaciones y universidades se unen a líderes mundiales, que actúan como consejeros para llevar a cabo la cumbre.
Un mundo joven es definido por un empleado de los fundadores como la versión juvenil del Foro Económico Mundial.

## Cumbres
La cumbre anual de Un Mundo Joven, varia de sede cada año.
| Año  | País                        | Ciudad        |
| ---- | --------------------------- | ------------- |
| 2010 | Bandera del Reino Unido     | Londres       |
| 2011 | Bandera de Suiza            | Zúrich        |
| 2012 | Bandera de Estados Unidos   | Pittsburgh    |
| 2013 | Bandera de Sudáfrica        | Johannesburgo |
| 2014 | Bandera de Irlanda          | Dublin        |
| 2015 | Bandera de Tailandia        | Bangkok       |
| 2016 | Bandera de Canadá           | Ottawa        |
| 2017 | Bandera de Colombia         | Bogotá        |
| 2018 | Bandera de los Países Bajos | La Haya       |
| 2019 | Bandera del Reino Unido     | Londres       |
| 2020 | Bandera de Alemania         | Múnich        |

## Delegados
Los solicitantes pueden postularse para asistir a la cumbre por sí mismos o en una de las más de 500 organizaciones participantes. El solicitante puede ser un empleado de la organización asociada o ser patrocinado por dicha organización sin trabajar en ella. Si un candidato opta por asistir individualmente, puede asistir a través de una beca otorgada por una organización o cubriendo los gastos por sí mismos. Una vez seleccionados para asistir los solicitantes compiten para ser oradores, mediante un selectivo proceso cada año la organización selecciona 30 jóvenes como oradores para discutir sesiones plenarias junto a figuras notables.
Los jóvenes líderes que asisten a la cumbre por primera vez se consideran delegados. En la ceremonia de clausura, los delegados se gradúan como embajadores y tienen la oportunidad de unirse a las redes de embajadores para continuar su trabajo independiente de iniciativa social y ambiental fuera de la Cumbre.

## Consejeros
Desde la creación de Un Mundo Joven en 2010, cientos de personalidades distinguidas han participado en la conferencia como consejeros de la fundación. Estas personalidades ilustres actúan como consejeros de los jóvenes líderes. Algunos de estos personajes ilustres y figuras notables son:
Kofi Annan, Muhammad Yunus, Desmond Tutu, Vicente Fox, Meghan Markle, Gro Harlem Brundtland, Mary Robinson, Bob Geldof, Ellie Goulding, Emma Watson, Justin Trudeau, Arianna Huffington, Jamie Oliver, Bill Clinton, J.K. Rowling, Jack Dorsey, Surya Bonaly.